# U.S. Legions
US Legions es un álbum recopilatorio de la banda noruega de black metal, Mayhem. Las canciones 1-7 son en directo, y las canciones 8-12 son de las sesiones de la preproducción de Grand Declaration of War.

## Lista de canciones
1. "Fall of Seraphs" – 5:56
2. "Carnage" – 3:55
3. "View from Nihil" – 2:59
4. "To Daimonion" – 2:55
5. "Chainsaw Gutsfuck" – 5:13
6. "Pure Fucking Armageddon" – 1:22
7. "Necrolust (from U.S.A.)" – 4:03
8. "To Daimonion" – 3:15
9. "View from Nihil" – 2:58
10. "In the Lies Where Upon You Lay" – 5:56
11. "Crystallized Pain in Deconstruction" – 4:01
12. "Completion in Science of Agony" – 2:09

## Créditos
- Maniac (Sven Erik Kristiansen) - Voz
- Blasphemer (Rune Eriksen) - Guitarra
- Necrobutcher (Jørn Stubberud) - Bajo
- Hellhammer (Jan Axel Blomberg) - Batería

- Datos: Q1766533